# Carlos Fabián Maldonado
Carlos Fabián Maldonado Piñeiro (Montevideo, 30 de julio de 1963) es un exfutbolista y entrenador uruguayo naturalizado venezolano. Jugaba como delantero y su último equipo fue el Caracas Fútbol Club de la Primera División de Venezuela. Es padre del también futbolista Giancarlo Maldonado y hermano del también técnico Saúl Maldonado.

## Carrera
Formado futbolísticamente en Venezuela, Maldonado ganó su primer campeonato en la Primera División de Venezuela como jugador del Atlético San Cristóbal en 1982. 
Como miembro del Deportivo Táchira fue figura importante del equipo de San Cristóbal en varios campeonatos y subcampeonatos, siendo junto con William Méndez las principales figuras del llamado Carrusel Aurinegro de 1983 hasta 1989, participando en la Copa Libertadores de América en 1983 desde 1985 hasta 1988. Jugó además en el Deportivo Armenio de Argentina, el Independiente Santa Fe de Colombia y el Fluminense de Brasil. Fue el primer jugador de la selección de Venezuela en marcar un gol a la selección de Brasil en la Copa América de 1989. Se retiró como jugador activo en 1995.

### Entrenador
Luego de su retiro como futbolista activo, Maldonado dio comienzo su carrera como técnico en el Deportivo Táchira en el rol de asistente al técnico Walter "Cata" Roque. En el 2000 consigue su primer logro como asistente técnico al salir campeón con el equipo de sus amores, el Deportivio Táchira. Al surgir la nueva divisa tachirense del Nacional Táchira, Maldonado asume las riendas del equipo, coronándose campeón en la temporada 2001/02 luego de ganar en la final al Estudiantes de Mérida. Luego de la desaparición del Nacional, asume la dirección de Mineros de Guayana y con una plantilla limitada lo mete en Copa Libertadores de América. Recibió la responsabilidad de dirigir a un Maracaibo en crisis en 2004 y lo llevó a superar su mal momento para arrasar con los títulos del Apertura y el Clausura y conseguir la primera estrella en la historia del club.
Su nombre volvió a estar en la palestra, tras la renuncia de Páez a la Vinotinto en noviembre de 2007, aunque finalmente la FVF se decantó por César Farías. Ahora, en su retorno con el aurinegro, le dio un título en torneo corto y sumó la sexta estrella al Deportivo Táchira, en la gran final de la temporada 2007-2008 cuando se derrotó al Caracas FC, en juegos de ida y vuelta el 28 de mayo y 31 de mayo.
Es un ídolo en San Cristóbal, no deja de firmar autógrafos en cualquier rincón de la ciudad. En la llamada Plaza de las Américas, existe una estatua suya junto a la de Laureano Jaimes y William Méndez, que mide fielmente el fervor y la admiración que siente la afición tachirense. 
Se retiró como entrenador del Deportivo Táchira, tras perder la final de la liga venezolana en Pueblo Nuevo contra el Caracas F.C. quien se coronó por undécima vez.
Tras un mes fuera del fútbol se vincula como Director Técnico de Mineros de Guayana Fútbol Club.
A finales del 2015, con la renuncia de Daniel Farías, Carlos Maldonado llega al banquillo de Táchira por segunda vez para la Temporada 2016.

## Vida privada
Maldonado tiene dos hijos, Carla y Giancarlo.

## Clubes

### Como futbolista
| Club                                       | País      | Año       |
| ------------------------------------------ | --------- | --------- |
| C.D. Portugués                             | Venezuela | 1981-1982 |
| Atlético San Cristóbal                     | Venezuela | 1982-1984 |
| Deportivo Táchira F.C.                     | Venezuela | 1984-1986 |
| U.A. Táchira                               | Venezuela | 1986-1987 |
| Deportivo Armenio                          | Argentina | 1987-1988 |
| Unión Atlético Táchira                     | Venezuela | 1988-1990 |
| Independiente Santa Fe                     | Colombia  | 1990      |
| U.A. Táchira                               | Venezuela | 1991-1992 |
| Fluminense F.C.                            | Brasil    | 1992      |
| Caracas F.C.                               | Venezuela | 1993-1994 |
| Atlético San Cristóbal                     | Venezuela | 1994-1995 |
| Fuente: National Fotball Teams - ceroacero |           |           |

### Como entrenador
| Club                          | País      | Año       |
| ----------------------------- | --------- | --------- |
| Club Nacional Táchira         | Venezuela | 2001-2002 |
| C.D. Mineros de Guayana       | Venezuela | 2002-2004 |
| U.A. Maracaibo                | Venezuela | 2004-2007 |
| Deportivo Táchira F.C.        | Venezuela | 2008-2010 |
| C.D. Mineros de Guayana       | Venezuela | 2010-2012 |
| Aragua F.C.                   | Venezuela | 2013      |
| Deportivo Táchira F.C.        | Venezuela | 2016      |
| Zulia F.C.                    | Venezuela | 2017-2018 |
| Academia Puerto Cabello       | Venezuela | 2018-?    |
| Fuente: soccerWAY - ceroacero |           |           |

## Palmarés

### Como entrenador
- Primera División de Venezuela (2):  Primera División Venezolana 2001-02 , 2004/05